# KiNG
KiNG（キング、2月15日-　）は、東京都出身の
日本のアーティスト | デザイナー |プロデューサー| 研究家 |彫刻家|  映画プロデューサー | 経営企画アドバイザー | アートコレクター| ファッションコレクター| エバンジェリスト

多摩美術大学前期博士課程美術研究科彫刻修了。
在学中より、国内外の企業、媒体、作品、ミュージシャン、俳優等に向け、デザイン、アート、コスチューム等を提供。
→紅白歌合戦、FNS歌謡祭、レコード大賞、世界陸上の他、台湾の世大運開幕式など。
カスタムブランド”KiNG”

## 主なSOLO EXHIBITION
- 2020年　“NON ZERO SUM “ACE HOTEL KYOTO
- 2020-2021年 “GREAT CONJUNCTION “KIMPTON HOTEL SHINJUKU

## 主な映画プロデュース作品
- 「magic utopia」長編映画

アンカレッジ国際映画祭2015 審査員特別賞受賞
ヒューストン国際映画祭第49回　審査員特別賞受賞
- 「冬の蝶-Winter’s butterfly」短編映画

Tehran International Short Film Festival第33回　グランプリ受賞
Montecatini International Short Film Festival第68回　スペシャルメンション受賞